# 絹延橋駅
絹延橋駅（きぬのべばしえき）は、兵庫県川西市絹延町にある能勢電鉄妙見線の駅である。駅番号はNS02。

## 歴史
- 1913年（大正2年）4月13日：開業[1][3]。
- 1966年（昭和41年）
  - 1月25日：平野車庫完成に伴い絹延橋車庫を廃止[3]。
  - 12月3日：ホームを3両分に延長[4]。
- 1967年（昭和42年）11月30日：複線化[3]のため駅改良[4]。
- 2022年（令和4年）5月21日：下りホームに改札口を開設[5]。構内踏切道を廃止[5]。

## 駅構造
相対式2面2線のホームを持つ地上駅。
改札は川西能勢口駅行き、山下駅方面行き共にホームの南側に設置されており、かつては改札口からホームへの連絡は階段しかなかったが、構内踏切の廃止に伴いスロープ設置スペースができたことにより、両ホーム共にホームへのスロープが完備されている。トイレは上り改札口を入った所に男女別および多機能トイレが設置されている。両ホームの行き来はできず、必要がある時は駅員への連絡を経て一旦改札外に出る形となる。待合室は川西能勢口駅行きホームにのみ設置されている。ホームは6両分の有効長があるが、現在は4両編成の列車しか停車しないため南側寄りに停車する。
ホームの壁に「絹の舞い」をイメージした塗装がされている。

### のりば
|      | 路線    | 行先                       |
| ---- | ------- | -------------------------- |
| 西側 | ■妙見線 | 山下・妙見口・日生中央方面 |
| 東側 | ■妙見線 | 川西能勢口・宝塚・梅田方面 |

※案内上ののりば番号は割り当てられていない。
- かつては当駅の西側、現在川西市営絹延団地となっている場所に絹延橋車庫が置かれていた[1][6]。また、駅は開業時から列車交換が可能な相対式2面2線のホームで、両方のホームに待合室が設置されていた。

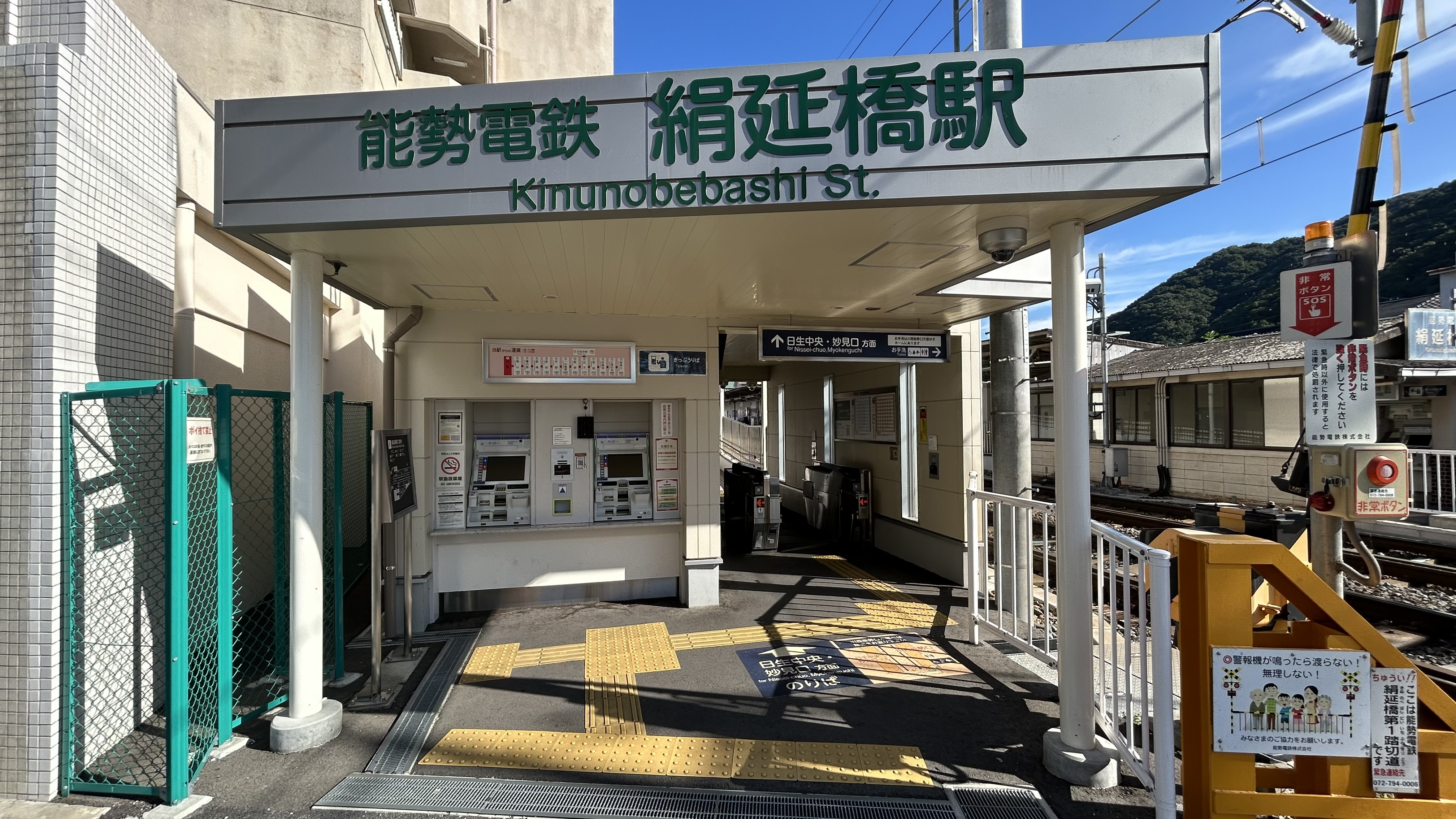
西口
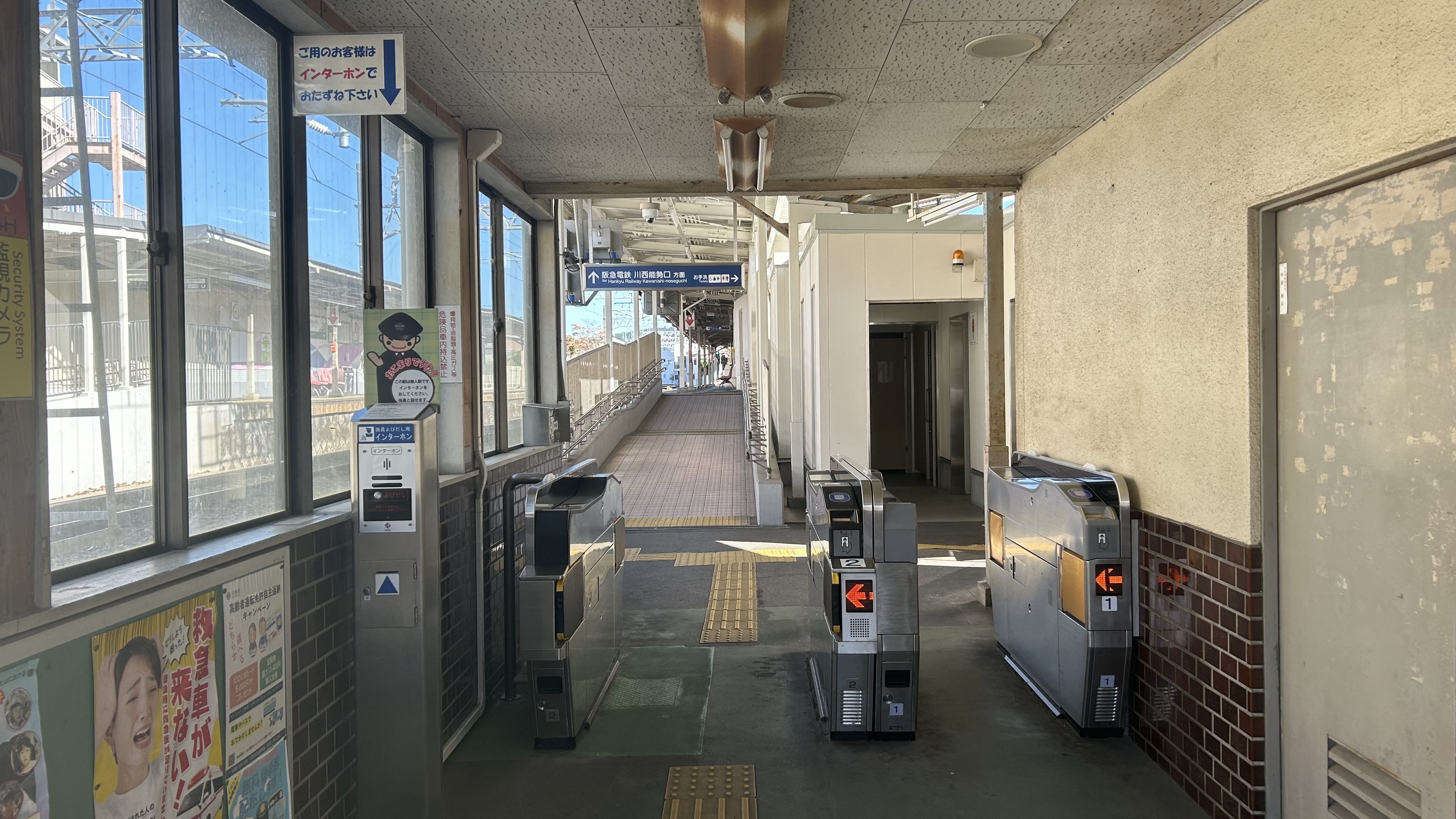
東改札口
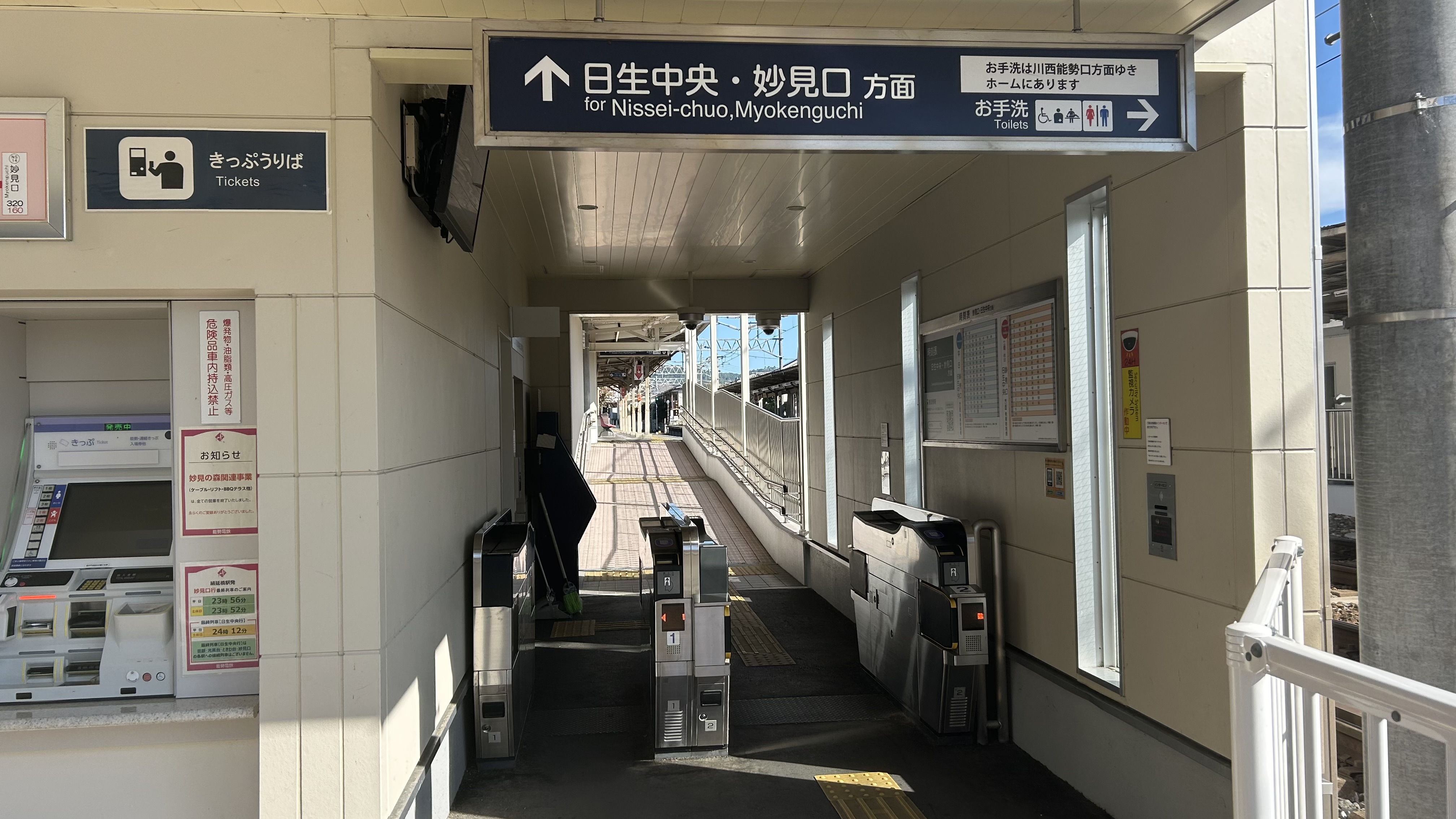
西改札口
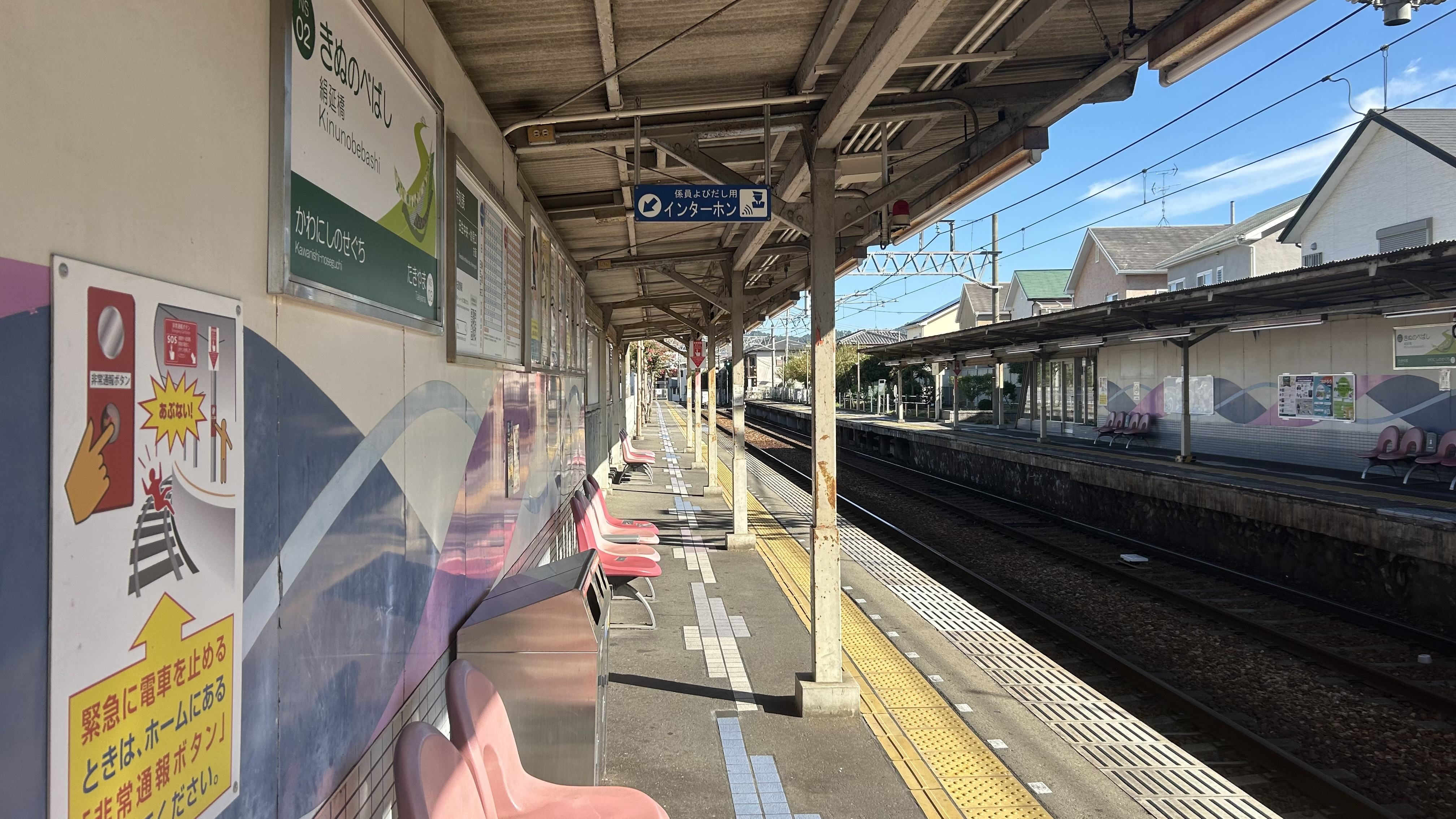
日生中央方面ホーム
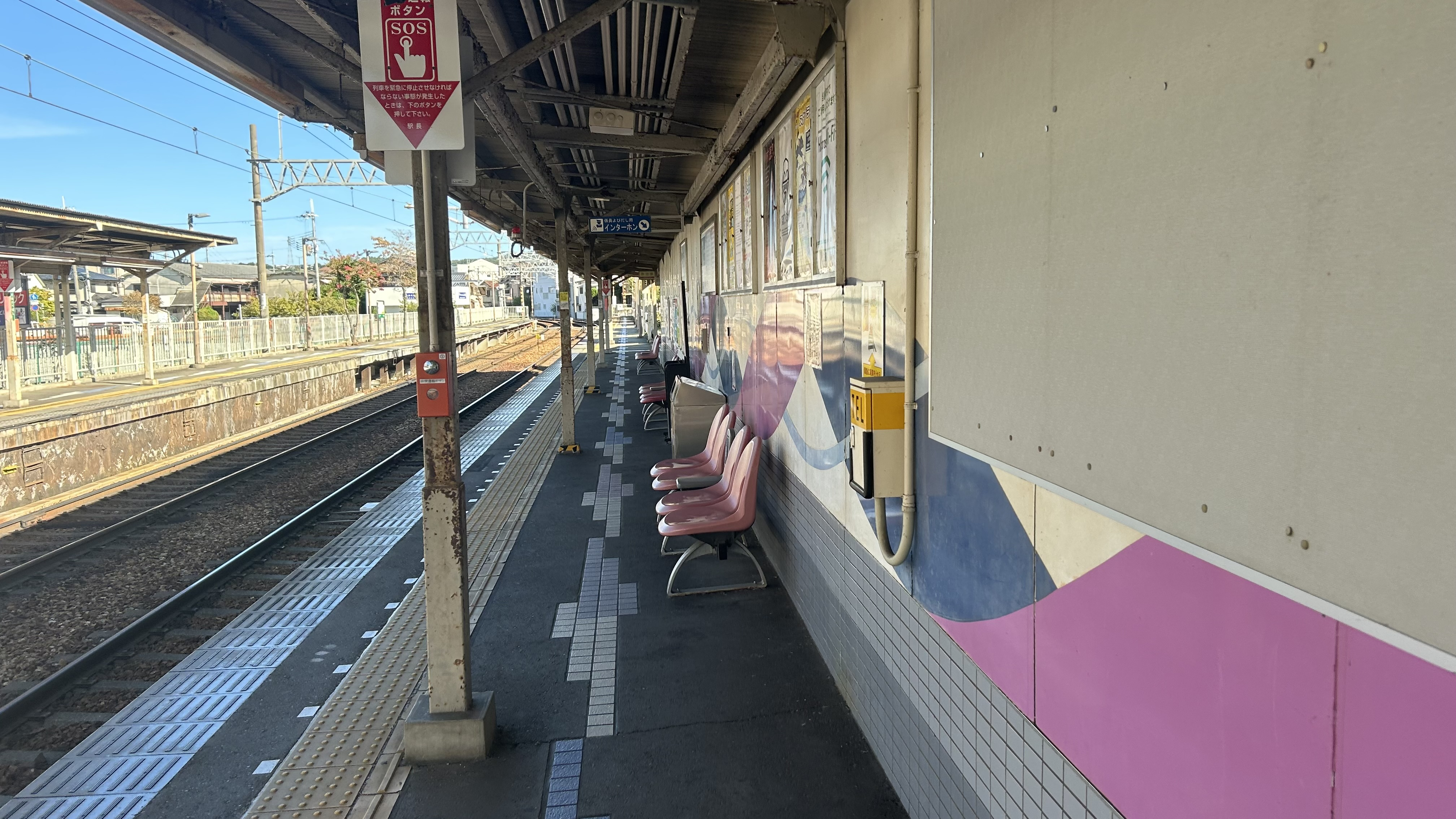
川西能勢口方面ホーム
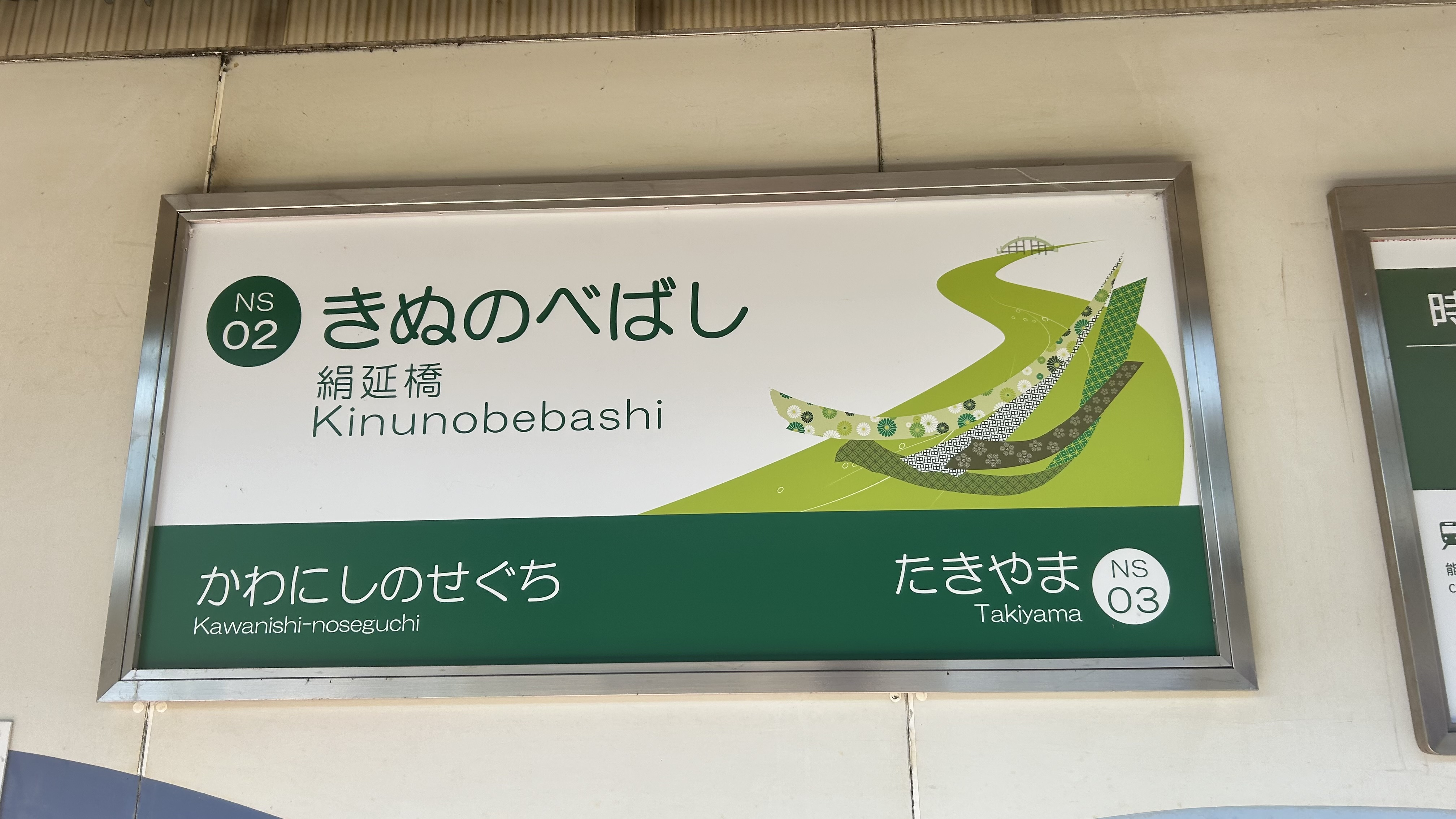
駅名標

## 利用状況
川西市統計年鑑によると、1日の平均乗車人員は以下の通りである。2020年以降に新型コロナウィルス感染症の影響で、他のほとんどの駅で大幅に利用者が減少したにもかかわらず、当駅では逆に利用が増えているのは、2019年7月に開業したキセラ川西の影響と思われ、特に従業員の通勤に使われるようになったことが大きい。
| 年度   | 1日平均 乗車人員 |
| ------ | ---------------- |
| 2013年 | 991              |
| 2014年 | 910              |
| 2015年 | 929              |
| 2016年 | 942              |
| 2017年 | 880              |
| 2018年 | 909              |
| 2019年 | 992              |
| 2020年 | 1,075            |
| 2021年 | 1,155            |
| 2022年 | 1,324            |
| 2023年 | 1,298            |

## 駅周辺
当駅は兵庫県川西市と大阪府池田市との府県境付近に位置しており、東に50メートルほど行くと駅名の由来になった絹延橋がある。橋は川の拡幅工事と堤防のかさ上げのため2010年7月6日に新橋に架け替えられた。橋がかかる猪名川は多くの地点で府県境となっているが、この駅の付近だけ駅と橋の間にある小さな川が府県境となっている。この川には以前は「絹延小橋」という小さな橋が架かっていたが、絹延橋の架け替えに伴う道路拡張に伴い、道路部分が暗渠化されて絹延小橋は姿を消している。また駅前の道路も、絹延橋の架け替え時は踏切から東側の拡幅は完了していたが、西側の拡幅は2021年までかかっている。。
「絹延」とは、272年（応神天皇3年）に呉から移り住んだ工女たちがこの地で機織・多色染めをする際、彼女らが猪名川の清流で織布を洗って河原で干したことから、その河原が「絹延の河原」と呼ばれるようになり、後にそれが地名に転化したものである。実際に昭和40年代までは、木村友禅という会社の工場が、駅から300～400m北側の川近くに存在した。
- 川西市営絹延団地
- 川西美園郵便局
- 絹延橋
- 猪名川
- 阪神高速11号池田線・新猪名川大橋（ビッグハープ）
- 兵庫県道185号・大阪府道112号絹延橋停車場線
- オアシスタウン キセラ川西

### バス路線
駅東側の絹延橋を渡った先の国道173号沿いに「絹延橋」停留所があり、阪急バスの路線が停車する。
- 北行（久安寺・余野・伏尾台方面）
  - 26系統：余野・希望ヶ丘四丁目 行（吉田橋・久安寺・中止々呂美経由）
  - 126系統：牧・希望ヶ丘四丁目 行（吉田橋・久安寺・中止々呂美・余野経由）
  - 131・136・138系統：伏尾台方面（吉田橋・久安寺経由）
  - 132・133・139系統：伏尾台方面（吉田橋経由）
- 南行（池田方面）
  - 4系統：阪急石橋北口 行（池田・池田市役所前・池田市立病院経由）
  - 130系統：池田市立病院 行（池田・池田市役所前経由）
  - 132系統：JR川西池田 行（池田・呉服橋西詰経由）
  - 26・126・136・139系統：池田 行

また、駅西側の南消防署向かいに「絹延町」停留所がありこちらも阪急バスの路線が停車するが2021年4月現在、昼間に1日あたり4便のみと少ない。
- 南行
  - 22系統：阪急川西能勢口 行（川西市役所経由）

## 隣の駅
能勢電鉄
妙見線
■特急「日生エクスプレス」
通過
■普通
川西能勢口駅 (NS01) - 絹延橋駅 (NS02) - 滝山駅 (NS03)